# IC 4337
IC 4337 — спиральная галактика типа S R в созвездии Волопас. Поверхностная яркость — 12,1 mag/arcmin². Этот объект входит в число перечисленных в оригинальной редакции «Нового общего каталога».